# Neonitocris hiekei
Neonitocris hiekei är en skalbaggsart som beskrevs av Stefan von Breuning 1965. Neonitocris hiekei ingår i släktet Neonitocris och familjen långhorningar. Inga underarter finns listade i Catalogue of Life.